# Jegersek
Jegersek (mađ. Zalaegerszeg, njem. Egersee)  je grad u Zalskoj županiji čije je i središte.

## Zemljopis
Grad Jegersek se nalazi u zapadnom dijelu Mađarske na rijeci Zali prema kojoj je dobio i ime u blizini je Slovenija, Austrija i Hrvatska, od Budimpešte grad je udaljen oko 220 kilometara zapadno.
Grad je točka na cesti europski pravac E65 (E65) od Malmöa u Švedskoj kroz gradove Ystad, Świnoujście, Szczecin, Gorzów Wielkopolski, Zielona Góra, Prag, Brno, Bratislava, Zagreb, Rijeka, Split, Neum, Dubrovnik, Podgorica, Priština, Skoplje, Korint, Tripoli (u Grčkoj) prema grčkom gradu Haniji.

## Povijest
Iako je gradsko područje bilo naseljeno i u doba prapovijeste i antike, naselje pod današnjim imenom prvi put se spominje 1247. godine u vrijeme srednjovjekovne Ugarske. Razvoj grada je bio intenzivan u 15. stoljeću, ali je ometen je osmanskim osvajanjima u Panonskoj nizini u drugoj polovici 16. stoljeća, kada je naselje bilo na granici, koja bila nestabilna i s čestim sukobima i pljačkaškim upadima.
S uspostavom vlasti Habsburgovaca u 18. stoljeću Jegersek se ponovo počeo razvijati i postaje važno kulturno, privredno i upravno središte u ovoj oblasti.
Tijekom Revolucije 1848. – 49. Jegersek, kao grad blizu austrijskog dijela carstva, je imao zanemarljivu ulogu u revoluciji, pa nije značajnije stradao. Poslije Revolucije grad se brzo podigao i ubrzo dobio željezničku vezu s Budimpeštom. Također, u ovo vrijeme podignute su mnoge nove građevine, a grad se i brojčano povećavao.
Poslije Prvog svjetskog rata Jegersek se našao u okviru novoosnovane mađarske republike. Tijekom druge polovine stoljeća grad je doživio ponovo razvoj i rast stanovništva. Tijekom proteklih godina tranzicije, zbog povoljnog položaja blizu bogatog evropskog zapada grad je lakše prošao kroz tranzicijsku krizu nego drugi gradovi u državi. Posljednjih godina grad je ponovo oživio zahvaljujući otvaranju obližnje granice ka Austriji.

## Gradovi prijatelji
| - Celovec, Austrija - Zenica, Bosna i Hercegovina - Dobrič, Bugarska - Varaždin, Hrvatska - Varkaus, Finska | - Marl, Njemačka - Kusel, Njemačka - Gorica, Italija - Krosno, Poljska - Târgu Mureş, Rumunjska | - Surgut, Rusija - Lendava, Slovenija - Herson, Ukrajina |

## Vanjske poveznice
- Službena stranica